# Club Deportivo Leganés 2019-2020
Questa voce raccoglie le informazioni riguardanti il Club Deportivo Leganés nelle competizioni ufficiali della stagione 2019-2020.

## Maglie e sponsor
| Casa | Trasferta | Terza divisa |

Sponsor ufficiale: Betway
Fornitore tecnico: Joma

## Rosa
Aggiornata al 20 febbraio 2020.
| N. |                      | Ruolo | Calciatore               |
| -- | -------------------- | ----- | ------------------------ |
| 1  | Spagna (bandiera)    | P     | Iván Cuéllar             |
| 2  | Spagna (bandiera)    | D     | Marc Navarro             |
| 3  | Spagna (bandiera)    | D     | Unai Bustinza (capitano) |
| 4  | Nigeria (bandiera)   | D     | Kenneth Omeruo           |
| 5  | Argentina (bandiera) | D     | Jonathan Silva           |
| 6  | Spagna (bandiera)    | C     | Roque Mesa               |
| 8  | Spagna (bandiera)    | C     | Recio                    |
| 9  | Spagna (bandiera)    | A     | Miguel Ángel Guerrero    |
| 11 | Argentina (bandiera) | C     | Alexander Szymanowski    |
| 12 | Nigeria (bandiera)   | C     | Chidozie Awaziem         |
| 13 | Spagna (bandiera)    | P     | Juan Soriano             |
| 15 | Spagna (bandiera)    | D     | Rodrigo Tarín            |

| N. |                           | Ruolo | Calciatore             |
| -- | ------------------------- | ----- | ---------------------- |
| 16 | Venezuela (bandiera)      | D     | Roberto Rosales        |
| 17 | Spagna (bandiera)         | C     | Javier Eraso           |
| 18 | Argentina (bandiera)      | A     | Guido Carrillo         |
| 19 | Spagna (bandiera)         | A     | Aitor Ruibal           |
| 20 | Costa d'Avorio (bandiera) | A     | Roger Assalé           |
| 21 | Spagna (bandiera)         | C     | Rubén Pérez            |
| 22 | Grecia (bandiera)         | D     | Dīmītrios Siovas       |
| 23 | Francia (bandiera)        | C     | Ibrahim Amadou         |
| 24 | Portogallo (bandiera)     | D     | Kévin Rodrigues        |
| 26 | Spagna (bandiera)         | A     | Bryan Gil              |
| 27 | Spagna (bandiera)         | C     | Óscar Rodríguez Arnaiz |